# Holbox
Holbox (del maya:  hoyo negro, agujero negro) (toponímico maya que se pronuncia: jol bosh) es una isla mexicana localizada en el canal de Yucatán,  en el litoral noreste de la península yucateca. Se ubica en el estado de Quintana Roo y pertenece al municipio de Lázaro Cárdenas,. Tiene una extensión de 40 km de largo y 2 de ancho, con unos 34 km  de playa hacia el norte. Se encuentra unida intermitentemente a la península por una barra de arena, con varios canales que la unen al mar y a la Laguna Yalahau. Su población es de 1198 habitantes según el Conteo de Población y Vivienda del INEGI en 2005.
Holbox se ha convertido en un destino de turismo de aventura pero también de descanso. Una de las actividades principales de los habitantes de esta isla es la pesca de langosta, regida por la temporada de veda; en los restaurantes locales se pueden degustar de platillos a base de langosta (incluyendo pizza de langosta). Los paseos por la arena blanca de la isla junto con su cristalino mar son reconfortantes, salvo en temporadas de huracanes, cuando normalmente la isla es evacuada, según su intensidad. Aunque la isla se encuentra en la frontera exterior del Caribe, su ambiente es denominado caribeño con conjuntos de casas coloridas, equivalente a otros destinos similares.

## Historia
Estas tierras han estado habitadas desde tiempos inmemoriales por los mayas. Antes de la conquista era parte del cacicazgo de Ekab, que se extendía de Cabo Catoche a la Bahía de la Ascensión, junto con las islas de Contoy, Isla Blanca, Isla Mujeres, Cancún y Cozumel. 
En las postrimerías del siglo XIX, las islas de Yucatán recibieron a muchos sobrevivientes que huían de la rebelión social maya, conocida como Guerra de Castas y, hacia 1891, formaron el Partido de las Islas, con cabecera en Isla Mujeres y que incluía a Holbox. A partir de 1880, algunos empresarios yucatecos iniciaron la colonización del norte peninsular y crearon la Compañía Colonizadora de la Costa Oriental y la Compañía El Cuyo y Anexas. Esta ocupación se realizó entre 1880 y 1920, con objeto de ampliar y diversificar la frontera agropecuaria y forestal de Yucatán; por ello, al comenzar el siglo ya existían haciendas y poblados como Solferino, Moctezuma, Punta Tunich, Yalahau, Chiquilá, San José, San Fernando, San Ángel, El Ideal y el ingenio azucarero San Eusebio. 
El 24 de noviembre de 1902 se creó el Territorio Federal de Quintana Roo, por lo que Holbox quedó integrada como una Subprefectura del distrito Norte.   En 1910 la población del estado se agrupó en ocho municipios, que por motivos económicos fueron divididos en tres zonas que todavía persisten: norte, centro y sur; la zona norte comprendía los municipios de Holbox, Cozumel e Isla Mujeres. En aquel tiempo, Holbox era cabecera municipal de ocho localidades, pero poco después, en 1921, Isla Mujeres los absorbió. 
A mediados del siglo XX, los poblados costeños, con pocas excepciones, aumentaron su población lo que generó una sobreexplotación de los recursos. En 1960 se dieron cambios estructurales en los asentamientos, la importancia de Holbox disminuyó y su población se redujo a escasos 500 habitantes. La década de los setenta fue clave para Quintana Roo, pues fue en esa época cuando cambió su estructura poblacional y, en 1974, se transformó en estado.
En febrero de 2024, el frente frío número 32 provocó fuertes inundaciones y severos daños en la infraestructura del poblado, así como en algunas propiedades de sus habitantes. De acuerdo con medios locales, el agua llegó hasta el parque principal de la isla, sin que se reportaran víctimas mortales o heridos.

## Clima
El clima es cálido subhúmedo con lluvias en verano, la precipitación pluvial anual promedio es de 877.7 mm, con influencia de los ciclones en verano y otoño. La temperatura media anual es de 26.4 °C.
| Parámetros climáticos promedio de Holbox, Quintana Roo (2010-2017)              | Parámetros climáticos promedio de Holbox, Quintana Roo (2010-2017) | Parámetros climáticos promedio de Holbox, Quintana Roo (2010-2017) | Parámetros climáticos promedio de Holbox, Quintana Roo (2010-2017) | Parámetros climáticos promedio de Holbox, Quintana Roo (2010-2017) | Parámetros climáticos promedio de Holbox, Quintana Roo (2010-2017) | Parámetros climáticos promedio de Holbox, Quintana Roo (2010-2017) | Parámetros climáticos promedio de Holbox, Quintana Roo (2010-2017) | Parámetros climáticos promedio de Holbox, Quintana Roo (2010-2017) | Parámetros climáticos promedio de Holbox, Quintana Roo (2010-2017) | Parámetros climáticos promedio de Holbox, Quintana Roo (2010-2017) | Parámetros climáticos promedio de Holbox, Quintana Roo (2010-2017) | Parámetros climáticos promedio de Holbox, Quintana Roo (2010-2017) | Parámetros climáticos promedio de Holbox, Quintana Roo (2010-2017) |
| Mes                                                                             | Ene.                                                               | Feb.                                                               | Mar.                                                               | Abr.                                                               | May.                                                               | Jun.                                                               | Jul.                                                               | Ago.                                                               | Sep.                                                               | Oct.                                                               | Nov.                                                               | Dic.                                                               | Anual                                                              |
| ------------------------------------------------------------------------------- | ------------------------------------------------------------------ | ------------------------------------------------------------------ | ------------------------------------------------------------------ | ------------------------------------------------------------------ | ------------------------------------------------------------------ | ------------------------------------------------------------------ | ------------------------------------------------------------------ | ------------------------------------------------------------------ | ------------------------------------------------------------------ | ------------------------------------------------------------------ | ------------------------------------------------------------------ | ------------------------------------------------------------------ | ------------------------------------------------------------------ |
| Temp. máx. abs. (°C)                                                            | 36.5                                                               | 36.5                                                               | 38.5                                                               | 39.5                                                               | 39.5                                                               | 39.7                                                               | 39.5                                                               | 38.0                                                               | 39.5                                                               | 40.0                                                               | 36.5                                                               | 38.0                                                               | 40.0                                                               |
| Temp. máx. media (°C)                                                           | 29.4                                                               | 29.5                                                               | 30.8                                                               | 31.6                                                               | 32.0                                                               | 32.0                                                               | 32.1                                                               | 31.9                                                               | 31.9                                                               | 31.2                                                               | 30.5                                                               | 29.7                                                               | 31.1                                                               |
| Temp. media (°C)                                                                | 24.8                                                               | 24.8                                                               | 25.8                                                               | 26.4                                                               | 27.0                                                               | 27.1                                                               | 27.3                                                               | 27.4                                                               | 27.4                                                               | 26.8                                                               | 26.2                                                               | 25.3                                                               | 26.4                                                               |
| Temp. mín. media (°C)                                                           | 20.2                                                               | 20.1                                                               | 20.7                                                               | 21.2                                                               | 22.0                                                               | 22.2                                                               | 22.5                                                               | 22.9                                                               | 23.0                                                               | 22.3                                                               | 21.9                                                               | 21.0                                                               | 21.7                                                               |
| Temp. mín. abs. (°C)                                                            | 11.0                                                               | 10.5                                                               | 11.0                                                               | 12.0                                                               | 15.0                                                               | 10.0                                                               | 10.0                                                               | 14.0                                                               | 15.2                                                               | 14.0                                                               | 11.0                                                               | 12.0                                                               | 10.0                                                               |
| Precipitación total (mm)                                                        | 46.5                                                               | 49.9                                                               | 28.0                                                               | 32.3                                                               | 58.6                                                               | 108.1                                                              | 97.6                                                               | 85.7                                                               | 119.1                                                              | 106.6                                                              | 76.1                                                               | 69.2                                                               | 877.7                                                              |
| Días de precipitaciones (≥ 0.1 mm)                                              | 3.9                                                                | 3.2                                                                | 1.6                                                                | 1.5                                                                | 3.7                                                                | 6.8                                                                | 5.6                                                                | 6.1                                                                | 7.3                                                                | 6.8                                                                | 4.3                                                                | 4.1                                                                | 54.9                                                               |
| Fuente: Servicio Meteorológico Nacional. Actualizado el 8 de diciembre de 2016. |                                                                    |                                                                    |                                                                    |                                                                    |                                                                    |                                                                    |                                                                    |                                                                    |                                                                    |                                                                    |                                                                    |                                                                    |                                                                    |

## Cómo llegar a Holbox
Si visitas Holbox, es importante tener en cuenta que los principales medios de conexión serán por vía marítima o aérea.
Si decides trasladarte por medio marítimo, tendrás que llegar al embarcadero de Chiquilá, un pequeño pueblo ubicado en la zona nororiental de la península de Yucatán. Ahí podrás tomar un ferry o una embarcación privada para llegar a Holbox. El tiempo de traslado aproximado es de 20-30 minutos.
Para llegar a Chiquilá, podrás optar por diferentes opciones como el autobús, transporte terrestre compartido o privado, así como el automóvil. El tiempo de recorrido variará dependiendo del origen:
Cancún - Chiquilá: aproximadamente 2 horas
Tulum - Chiquilá: aproximadamente 2:30 horas
Mérida - Chiquilá: aproximadamente 3:40 horas
Playa del Carmen - Chiquilá: aproximadamente 1:50 horas
Una opción más rápida y cómoda son los vuelos privados ofrecidos por Rivair, que pueden salir de distintos aeropuertos ubicados en la península de Yucatán, como Cancún, Playa del Carmen, Mérida, Chichén Itzá, Tulum, Cozumel, Mahahual y Chetumal. Esta opción te permite ahorrar horas de transporte y, además, disfrutar de las hermosas vistas aéreas de la zona.

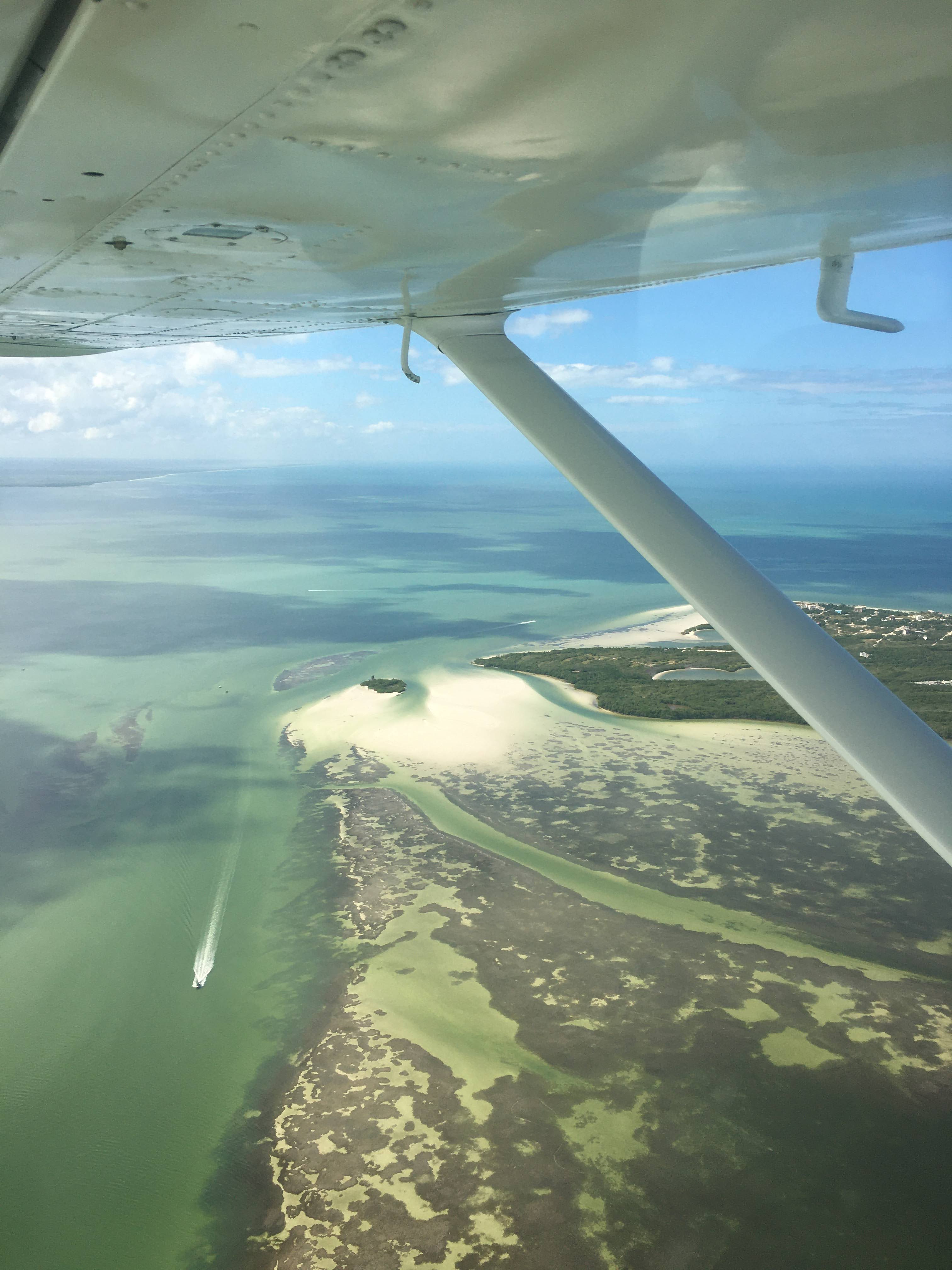

## Actualidad

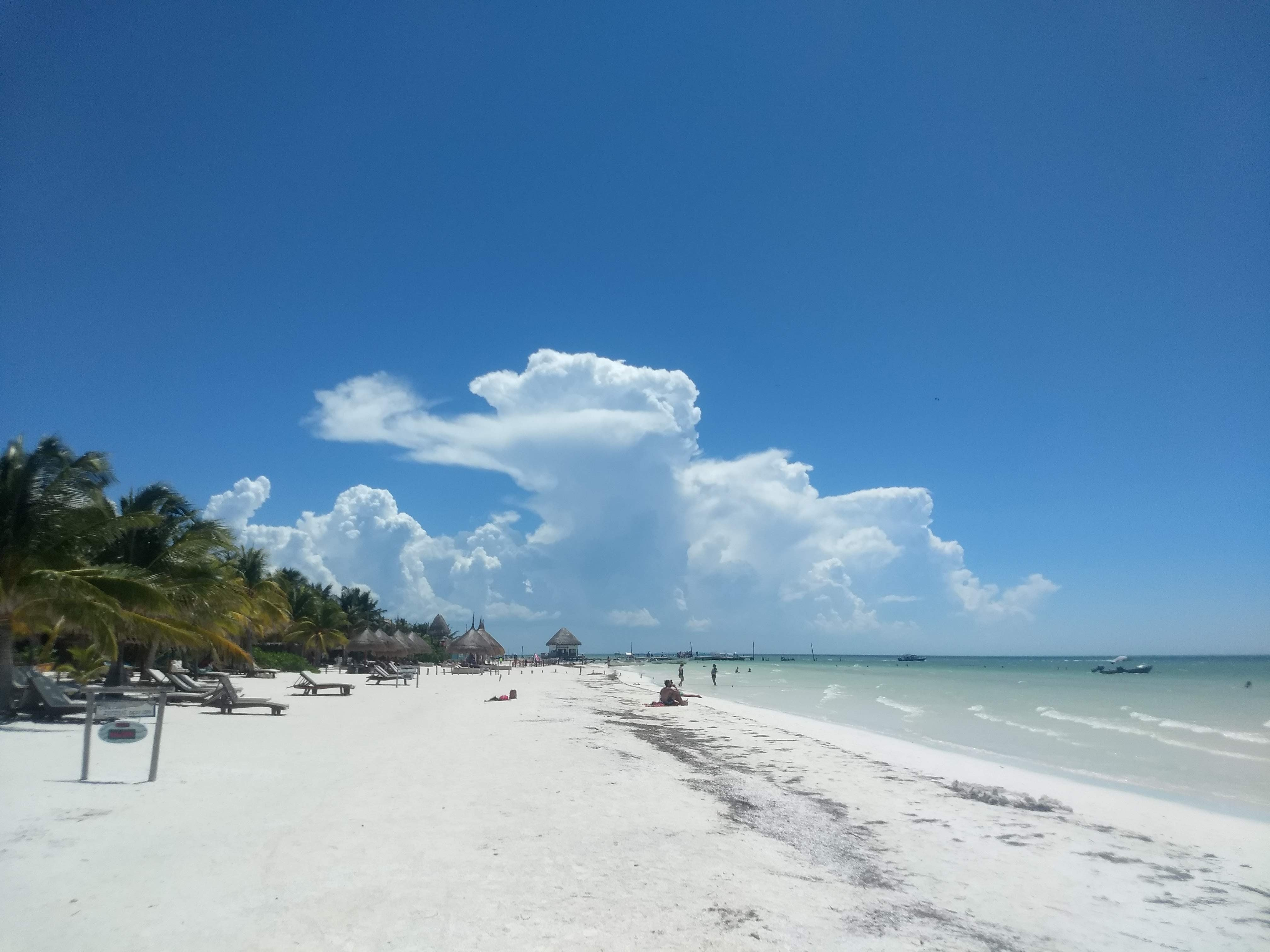
Una de las playas más conocidas de la Isla, que permite admirar la tranquilidad y majestuosidad del mar Caribe

Holbox es parte de la reserva de la biósfera y Área de Protección de Flora y Fauna Yum Balam, creada por el gobierno federal como área de protección el 6 de junio de 1994, durante la administración de Carlos Salinas de Gortari. Es accesible por vía marítima desde el puerto de Chiquilá, donde se puede tomar el transbordador para cruzar la Laguna Yalahau, en un trayecto aproximado de 20 minutos, o bien por un servicio de lanchas privadas.
Holbox es un refugio natural de varias especies, tanto en peligro de extinción como amenazadas. y la mayoría de los habitantes están interesados en proteger dicha zona. De ahí que sea sede de proyectos turísticos sustentables buscando un impacto mínimo en los diversos ecosistemas, fauna y vegetación endémica en la zona.
Dentro de la isla no hay pavimento y existen solo algunos automóviles, todos las calles son de arena blanca, lo que permite el desplazamiento peatonal. Los medios tradicionales de transporte son los carritos de golf eléctricos o de gasolina y la bicicleta.

## Atractivos

### Yalahau
A 30 minutos de Holbox se localiza Yalahau, un manantial de aguas cristalinas que encierra tanta belleza como historia. Se dice, que posee propiedades curativas por lo que este hermoso ojo de agua es considerado como «fuente de la juventud».
Fue un puerto mercante importante para el estado, se localizaba en la región costera del actual municipio de Lázaro Cárdenas, casi en frente de la isla de Holbox y pocos kilómetros del puerto de Chiquilá. Su ubicación a la entrada de la llamada laguna de Yalahau o bahía de Conil obedeció a la mayor profundidad de sus aguas, los pescadores y los viajeros mayas utilizaban el lugar como fuente de agua potable fresca.

### Isla Pájaros
La Isla Pájaros es un pequeño islote cubierto de manglar y cactus localizado en la laguna Yalahau o de Conil, donde habitan una gran diversidad de aves, algunas en peligro de extinción; por lo que existen dos miradores y andadores con el fin de minimizar el contacto directo con las aves, con el fin de proteger el ambiente natural sin dejar de admirarlas. Flamencos, cormorán, garzas, fragatas, pelícanos, patos silvestres, gaviotas, son solo algunas de las especies a observar en un espacio aún en estado natural.

### Isla Pasión
Isla Pasión es un pequeño islote que se encuentra a 10 minutos de Holbox por lancha. Se recomienda para disfrutar de playas vírgenes, el sol y el mar; por su atmósfera tranquila y su espacio tropical de aventura, lejos de la civilización.

### Cabo Catoche
Cabo Catoche, es una «punta» en el litoral del golfo de México se encuentra a aproximadamente 53 kilómetros (32,9 mi) al norte de Cancún. Su ubicación pertenece al territorio continental de isla Holbox. Cabo Catoche determina la división continental entre el golfo de México y el mar Caribe.
En las cercanías de Cabo Catoche, y durante la época colonial, se construyó un templo católico, al cual se le conoce como Boca Iglesia. No existen caminos transitables para llegar por tierra a Cabo Catoche, solamente por vía marítima se puede acceder para visitar las ruinas de Ekab y de Boca Iglesia.